# Shokukokin Wakashū
Shokukokin Wakashū (続古今和歌集?, Nuova raccolta dei tempi antichi e moderni), è la undicesima Chokusen wakashū (勅撰和歌集?, Antologia imperiale) giapponese di waka e la terza delle Jūsandaishū. È la prima collezione imperiale creata durante il periodo Kamakura. È composta da 20 volumi, per un totale di 1.915 poesie (il numero varia a seconda del manoscritto preso come riferimento)
.

## Struttura
L'antologia waka ha una prefazione in giapponese (kana-jo) scritta da Kujō Motoie, uno dei compilatori, e una prefazione in cinese (mana-jo) scritta da Sugawara no Naganari. Esistono anche due tipi di Shokukokin Wakashū Mokuroku (Catalogo dell'antologia Shokukokin Wakashū?), che suddivide i poeti tra quelli contemporanei all'opera e quelli deceduti, indicando il numero di poesie incluse nell'antologia e una breve biografia. I 20 volumi sono suddivisi in : primavera (superiore e inferiore), estate, autunno (superiore e inferiore), inverno, jingi, shakkyō, rinuncia, indipendenza, amore (cinque volumi), dolore, varie (tre volumi) e celebrazione.

## Realizzazione
Fujiwara no Tameie, ricevette dall'imperatore emerito Go-Saga l'ordine di compilare un'antologia imperiale il 16 marzo 1259. Tuttavia, nel settembre 1262 (Kōchō 2), quattro nuovi compilatori furono aggiunti alla lista, secondo un ordine imperiale di Go-Saga-in: Kujō Motoie, Fujiwara no Ieyoshi, Fujiwara no Yukiie (1223-1275) e Hamuro Mitsutoshi. Si pensa che Mitsutoshi, che era amico intimo dello shōgun di Kamakura, il principe imperiale Munetaka, volesse competere con Tameie, o che Go-Saga-in stesse cercando di seguire la forma dello Shin Kokin Wakashū e di utilizzare un formato a più autori. 
Il testo fu presentato il 1265 (Bun'ei 2).
Tra i poeti contemporanei rappresentativi si annoverano il principe Munetaka shogun di Kamakura (67 poesie), l'anziano politico dell'epoca Saionji Saneuji (61 poesie), Go-Saga-in (54 poesie), i quattro compilatori hanno incluso più di 20 loro poesie nella raccolta (Yukiie ne ha 17). Tra i deceduti, sono stati inclusi nella raccolta Fujiwara no Teika (56 poesie), Go-Toba-in (49 poesie) e Fujiwara no Ietaka (41 poesie), che costituivano l'asse dello Shin Kokin Wakashū. Il fatto che siano state selezionate tre poesie in più di Tsuchimikado-in (padre di Go-Saga), un poeta inferiore, rispetto a quelle di Juntoku-in (35 poesie) è probabilmente dovuto alla volontà di Go-Saga.
Sebbene non sia chiaro in che misura Go-Saga-in sia stato coinvolto nel processo di selezione, la forma e il contenuto delle poesie ricordano fortemente lo Shin Kokin Wakashū. Di conseguenza, lo stile delle poesie è più elegante della Shokugosen Wakashū e della Shinchokusen Wakashū, ma c'è anche una marcata tendenza arcaica. In questa raccolta sono state inserite per la prima volta nell'antologia imperiale alcune poesie antiche del periodo Heian.